# Teldau
Teldau ist eine Gemeinde im Landkreis Ludwigslust-Parchim in Mecklenburg-Vorpommern (Deutschland). Sie wird vom Amt Boizenburg-Land mit Sitz in der amtsfreien Stadt Boizenburg/Elbe verwaltet.

## Geografie
Die Gemeinde Teldau ist die südlichste und die einwohnerreichste Gemeinde des Amtes Boizenburg-Land. Sie liegt im Biosphärenreservat Flusslandschaft Elbe-Mecklenburg-Vorpommern und grenzt im Süden an Niedersachsen. Auf dem Gemeindegebiet mündet die Schaale in die Sude. Die Bundesstraße 195 quert das Gebiet von Nord nach Süd.
Umgeben wird Teldau von den Nachbargemeinden Neu Gülze im Norden, Besitz im Nordosten, Amt Neuhaus im Süden, Bleckede im Südwesten sowie Boizenburg/Elbe im Nordwesten.
Zu Teldau gehören die Ortsteile Amholz, Bandekow, Grabenau, Groß Timkenberg, Gülze, Hinterhagen, Rietut, Schleusenow, Schwabendorf, Soltow, Sprengelshof, Teschenbrügge und Vorderhagen.

## Geschichte
Im Jahr 1209 hatte das heutige Teldau den Namen Teltowe.
Die ehemaligen Ortsteile Neu Bleckede, Neu Wendischthun und Stiepelse (bis Ende 1973 selbständige Gemeinden im damaligen Kreis Hagenow) kamen durch den Staatsvertrag Mecklenburg-Vorpommerns mit Niedersachsen am 30. Juni 1993 zum niedersächsischen Landkreis Lüneburg. Neu Bleckede und Neu Wendischthun sind seitdem Ortsteile der Stadt Bleckede, und Stiepelse wurde in die Gemeinde Sumte eingemeindet. Sumte wiederum ging in der am 1. Oktober 1993 gegründeten Einheitsgemeinde Amt Neuhaus auf.

## Politik

### Gemeindevertretung und Bürgermeister
Der Gemeinderat besteht (inkl. Bürgermeister) aus 11 Mitgliedern. Die Wahl zum Gemeinderat am 26. Mai 2019 hatte folgende Ergebnisse:
| Partei/Bewerber                | Prozent | Sitze |
| ------------------------------ | ------- | ----- |
| Wählergruppe Bürger für Teldau | 100,00  | 10    |

Bürgermeisterin der Gemeinde ist Angelika Voß (SPD), sie wurde mit 73,32 % der Stimmen gewählt.

### Dienstsiegel
Die Gemeinde verfügt über kein amtlich genehmigtes Hoheitszeichen, weder Wappen noch Flagge. Als Dienstsiegel wird das kleine Landessiegel mit dem Wappenbild des Landesteils Mecklenburg geführt. Es zeigt einen hersehenden Stierkopf mit abgerissenem Halsfell und Krone sowie der Umschrift „GEMEINDE TELDAU • LANDKREIS LUDWIGSLUST-PARCHIM“.

## Sehenswürdigkeiten
Siehe auch Liste der Baudenkmale in Teldau
- Dorfkirche in Bandekow
- Gutshaus in Amholz

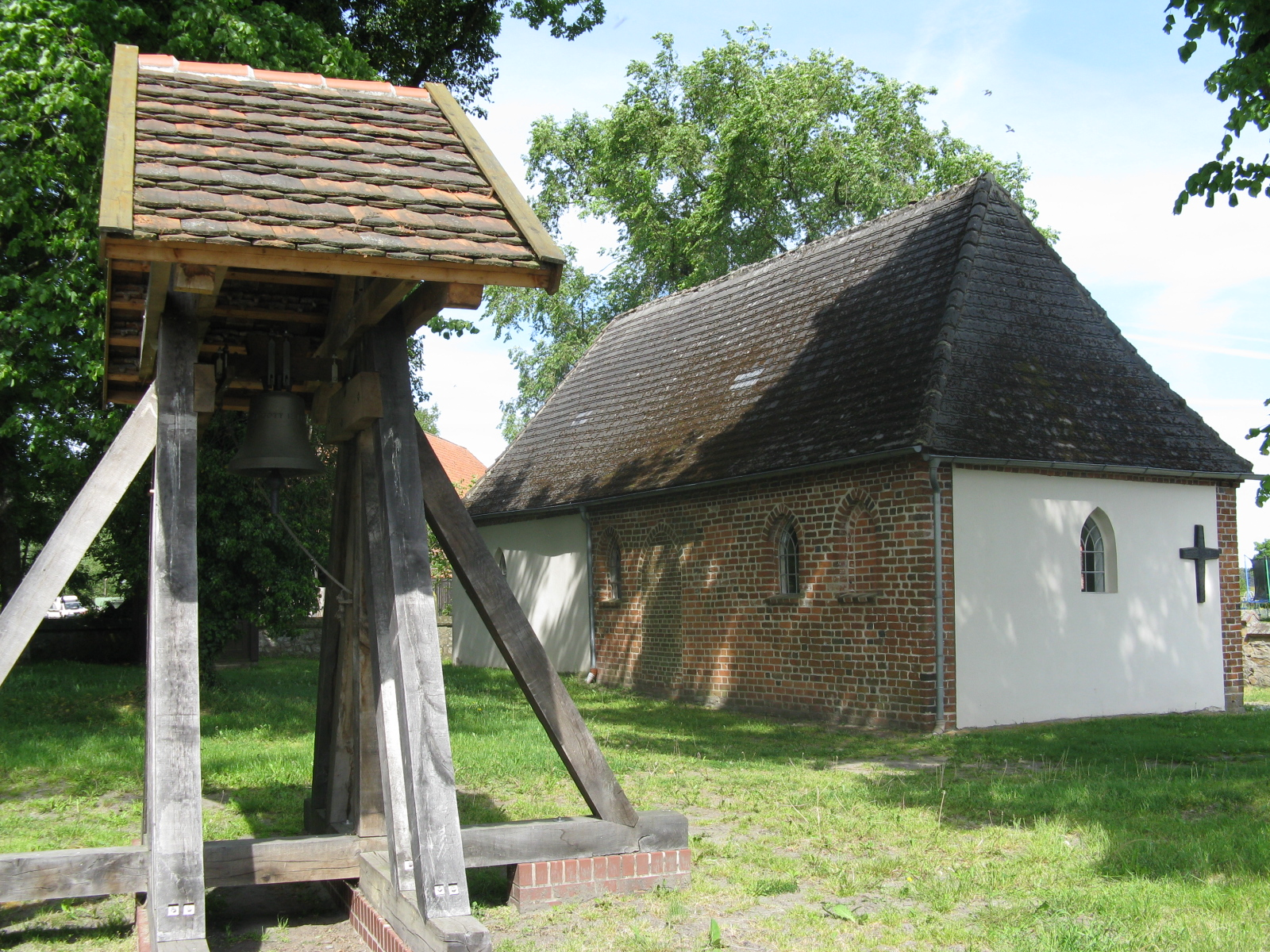
Dorfkirche Bandekow
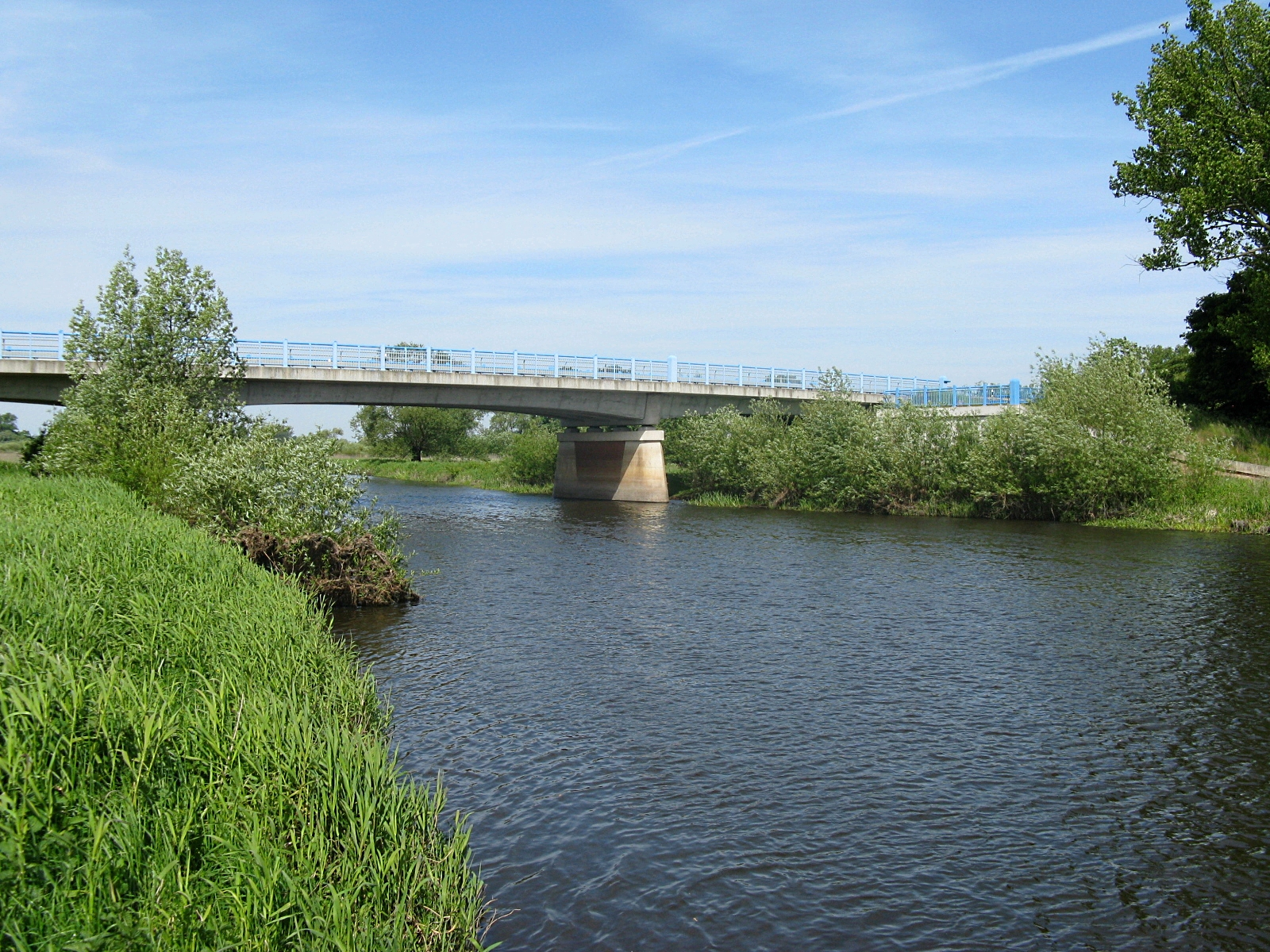
Brücke über die Sude bei Bandekow

## Verkehr
Das Ultraleichtfluggelände Teldau liegt etwa 2 km östlich von Teldau.